# Qualifications du Championnat du monde masculin de handball 2009
Cet article détaille les matchs de qualifications pour le Championnat du monde 2009 de handball organisé au Croatie du 16 janvier au 1er février 2009.

## Principe
La compétition regroupe vingt-quatre équipes. La Croatie, pays organisateur, et l’Allemagne, tenante du titre, sont automatiquement qualifiés.
Les vingt-deux places restantes ont été attribuées au moyen des compétitions continentales de l’année 2008 et de tournois de qualification, selon le découpage géographique suivant : douze places pour l’Europe, trois places pour les Amériques (Nord et Sud), pour l’Asie et pour l’Afrique et une place pour l’Océanie.

## Places par continent et équipes qualifiées

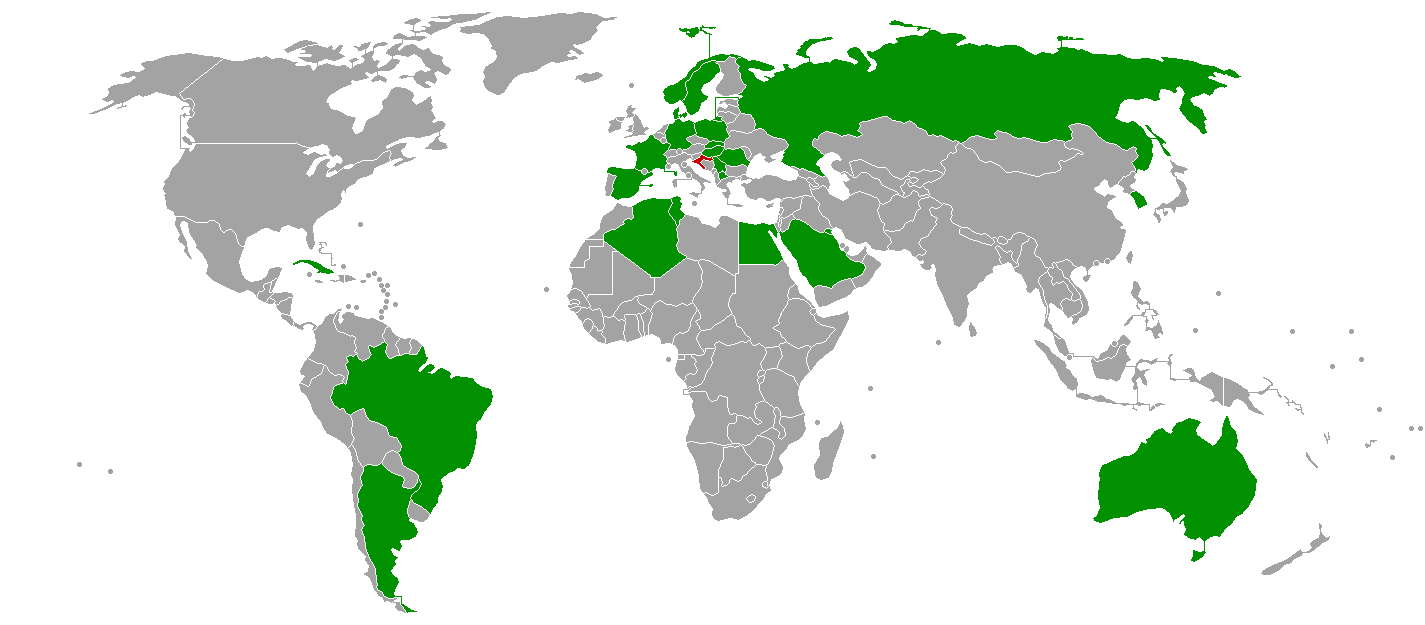
Pays qualifiés au championnat du monde masculin de handball 2009

| Continent         | Nombre | Moyen de qualification           | Date            | Qualifiée(s)                          |
| ----------------- | ------ | -------------------------------- | --------------- | ------------------------------------- |
| -                 | 1      | Organisateur                     | ?               | Croatie                               |
| -                 | 1      | Tenant du titre                  | 4 février 2007  | Allemagne                             |
| Afrique (CAHB)    | 3      | Championnat d'Afrique 2008       | 17 janvier 2008 | Égypte, Tunisie, Algérie              |
| Europe (EHF)      | 3      | Championnat d'Europe 2008        | 27 janvier 2008 | Danemark, France, Suède               |
| Europe (EHF)      | 9      | Tournois qualificatifs européens | 14-15 juin 2008 | cf. ci-dessous                        |
| Asie (AHF)        | 3      | Championnat d'Asie 2008          | 25 février 2008 | Corée du Sud, Koweït, Arabie saoudite |
| Océanie (OCHF)    | 1      | Championnat d'Océanie 2008       | 10 avril 2008   | Australie                             |
| Amériques (PATHF) | 3      | Championnat panaméricain 2008    | 28 juin 2008    | Argentine, Brésil, Cuba               |

## Europe

### Modalités
Les 37 équipes affiliées à la Fédération européenne de handball (EHF) sont concernées par les qualifications. La Croatie, pays organisateur, et l’Allemagne, tenante du titre, sont automatiquement qualifiés et donc exemptés de ces phases de qualifications.
Les vingt-et-une équipes non qualifiées pour le Championnat d'Europe 2008 participent à une première phase de qualification. Réparties dans sept groupes de trois équipes, elles se sont affrontées dans des mini-championnats du 2 au 20 janvier 2008. Les sept vainqueurs sont ensuite qualifiées pour les matchs de barrages.
Trois équipes obtiennent directement leur qualification à l'issue du Championnat d'Europe 2008. Les onze autres équipes participent aux matchs de barrages en confrontations aller-retour qui déterminent les 9 dernières équipes européennes qualifiées pour la phase finale

### Tour préliminaire
Le tirage au sort des groupes a eu lieu le 6 juillet 2007 à Bratislava
Groupe 1
|   | Pays     | J | G | N | P | BP-BC   | Pts. |
| - | -------- | - | - | - | - | ------- | ---- |
| 1 | Ukraine  | 4 | 3 | 0 | 1 | 123:103 | 6    |
| 2 | Autriche | 4 | 3 | 0 | 1 | 121:121 | 6    |
| 3 | Estonie  | 4 | 0 | 0 | 4 | 105:125 | 0    |

| 03.01.08 | Ukraine  | – | Estonie  | 29-27 (10-12) |
| 06.01.08 | Estonie  | – | Ukraine  | 21-30 (9-15)  |
| 09.01.08 | Estonie  | – | Autriche | 26-32 (13-14) |
| 12.01.08 | Autriche | – | Estonie  | 34-31 (17-14) |
| 16.01.08 | Autriche | – | Ukraine  | 24-39 (12-20) |
| 20.01.08 | Ukraine  | – | Autriche | 25-31 (9-16)  |

Groupe 2
|   | Pays     | J | G | N | P | BP-BC  | Pts. |
| - | -------- | - | - | - | - | ------ | ---- |
| 1 | Grèce    | 4 | 3 | 0 | 1 | 108-83 | 6    |
| 2 | Pays-Bas | 4 | 3 | 0 | 1 | 95-98  | 6    |
| 3 | Turquie  | 4 | 0 | 0 | 4 | 87-109 | 0    |

| 03.01.08 | Pays-Bas | – | Turquie  | 28-24 (14-11) |
| 06.01.08 | Turquie  | – | Pays-Bas | 22-25 (12-13) |
| 10.01.08 | Turquie  | – | Grèce    | 18-29 (9-10)  |
| 13.01.08 | Grèce    | – | Turquie  | 27-23 (17-14) |
| 16.01.08 | Grèce    | – | Pays-Bas | 33-20 (14-13) |
| 20.01.08 | Pays-Bas | – | Grèce    | 22-19 (10-9)  |

Groupe 3
|   | Pays     | J | G | N | P | BP-BC   | Pts. |
| - | -------- | - | - | - | - | ------- | ---- |
| 1 | Roumanie | 4 | 4 | 0 | 0 | 151-105 | 8    |
| 2 | Lettonie | 4 | 2 | 0 | 2 | 128-121 | 4    |
| 3 | Chypre   | 4 | 0 | 0 | 4 | 91-144  | 0    |

| 03.01.08 | Roumanie | – | Chypre   | 36-23 (17-12) |
| 06.01.08 | Chypre   | – | Roumanie | 23-39 (12-19) |
| 09.01.08 | Chypre   | – | Lettonie | 26-33 (12-14) |
| 13.01.08 | Lettonie | – | Chypre   | 36-19 (17-10) |
| 16.01.08 | Lettonie | – | Roumanie | 30-37 (17-17) |
| 20.01.08 | Roumanie | – | Lettonie | 39-29 (22-14) |

Groupe 4
|   | Pays     | J | G | N | P | BP-BC   | Pts. |
| - | -------- | - | - | - | - | ------- | ---- |
| 1 | Suisse   | 4 | 3 | 1 | 0 | 136-113 | 7    |
| 2 | Italie   | 4 | 2 | 1 | 1 | 108-106 | 5    |
| 3 | Belgique | 4 | 0 | 0 | 4 | 109-134 | 0    |

| 03.01.08 | Suisse   | – | Belgique | 44-31 (19-13) |
| 05.01.08 | Belgique | – | Suisse   | 28-36 (11-18) |
| 09.01.08 | Belgique | – | Italie   | 23-25 (9-11)  |
| 13.01.08 | Italie   | – | Belgique | 29-27 (14-8)  |
| 16.01.08 | Italie   | – | Suisse   | 27-27 (11-14) |
| 20.01.08 | Suisse   | – | Italie   | 29-27 (16-15) |

Groupe 5
|   | Pays               | J | G | N | P | BP-BC   | Pts. |
| - | ------------------ | - | - | - | - | ------- | ---- |
| 1 | Bosnie-Herzégovine | 4 | 3 | 0 | 1 | 119-124 | 6    |
| 2 | Lituanie           | 4 | 2 | 0 | 2 | 130-121 | 4    |
| 3 | Finlande           | 4 | 1 | 0 | 3 | 118-122 | 2    |

| 02.01.08 | Lituanie  | – | Finlande  | 29-30 (13-17) |
| 05.01.08 | Finlande  | – | Lituanie  | 32-33 (17-16) |
| 09.01.08 | Finlande  | – | Bosnie-H. | 28-29 (13-14) |
| 12.01.08 | Bosnie-H. | – | Finlande  | 31-28 (13-12) |
| 16.01.08 | Bosnie-H. | – | Lituanie  | 34-29 (18-16) |
| 19.01.08 | Lituanie  | – | Bosnie-H. | 39-25 (18-16) |

Groupe 6
|   | Pays      | J | G | N | P | BP-BC   | Pts. |
| - | --------- | - | - | - | - | ------- | ---- |
| 1 | Macédoine | 4 | 3 | 0 | 1 | 138-117 | 6    |
| 2 | Portugal  | 4 | 3 | 0 | 1 | 148-112 | 6    |
| 3 | Bulgarie  | 4 | 0 | 0 | 4 | 102-159 | 0    |

| 03.01.08 | Portugal  | – | Bulgarie  | 42:17 (22-6)  |
| 06.01.08 | Bulgarie  | – | Portugal  | 31-43 (16-25) |
| 09.01.08 | Bulgarie  | – | Macédoine | 30-33 (15-14) |
| 12.01.08 | Macédoine | – | Bulgarie  | 41-24 (23-13) |
| 17.01.08 | Macédoine | – | Portugal  | 38-32 (21-15) |
| 20.01.08 | Portugal  | – | Macédoine | 31-26 (15-14) |

Groupe 7
|   | Pays       | J | G | N | P | BP-BC   | Pts. |
| - | ---------- | - | - | - | - | ------- | ---- |
| 1 | Serbie     | 4 | 4 | 0 | 0 | 158-119 | 8    |
| 2 | Israël     | 4 | 2 | 0 | 2 | 124-120 | 4    |
| 3 | Îles Féroé | 4 | 0 | 0 | 4 | 94-137  | 0    |

| 02.01.08 | Serbie | – | Féroé  | 47-24 (25-11) |
| 05.01.08 | Féroé  | – | Serbie | 28-33 (14-15) |
| 09.01.08 | Féroé  | – | Israël | 21-26 (8-15)  |
| 12.01.08 | Israël | – | Féroé  | 31-21 (17-11) |
| 16.01.08 | Israël | – | Serbie | 31-34 (17-15) |
| 19.01.08 | Serbie | – | Israël | 44-36 (20-15) |

### Championnat d'Europe 2008
La compétition continentale a eu lieu du 17 au 27 janvier 2008 en Norvège. Les trois premières équipes de la compétition obtiennent directement leur qualification pour le championnat du monde. 
La Croatie (2e) et l'Allemagne (4e) étant déjà qualifiés en tant que pays hôte et tenant du titre, les trois équipes qualifiées sont :
- Danemark, champion d’Europe
- France, médaille de bronze
- Suède, cinquième.

### Barrages
Le tirage au sort a eu lieu à Lillehammer le 27 janvier 2008. Les matchs se sont disputés les 7 et 8 juin (aller) et les 14 et 15 juin 2008 (retour).
| Équipe 1     | Score   | Score   | Score   | Équipe 2           |
| Équipe 1     | Aller   | Total   | Retour  | Équipe 2           |
| ------------ | ------- | ------- | ------- | ------------------ |
| Slovénie     | 33 – 33 | 62 – 63 | 29 – 30 | Slovaquie          |
| Espagne      | 32 – 24 | 63 – 56 | 31 – 32 | Grèce              |
| Norvège      | 29 – 22 | 61 – 52 | 32 – 30 | Ukraine            |
| Biélorussie  | 26 – 26 | 56 – 60 | 30 – 34 | Russie             |
| Monténégro   | 31 – 27 | 55 – 56 | 24 – 29 | Roumanie           |
| Rép. tchèque | 38 – 33 | 62 – 62 | 24 – 29 | Serbie             |
| Pologne      | 32 – 24 | 54 – 48 | 22 – 24 | Suisse             |
| Hongrie      | 27 – 25 | 54 – 49 | 27 – 24 | Bosnie-Herzégovine |
| Macédoine    | 34 – 26 | 58 – 56 | 24 – 30 | Islande            |

Quatre des sept têtes de série ont été sorties lors des barrages par des équipes a priori inférieures : la Slovénie par la Slovaquie, le Monténégro par la Roumanie, la République tchèque par la Serbie, et surtout l'Islande, qui sera médaillée d'argent aux Jeux olympiques de Pékin 2 mois plus tard, par la Macédoine, qui atteint sa deuxième phase finale mondiale après 1999. Qualifications logiques de la Norvège, de l'Espagne, de la Russie, de la Pologne et de la Hongrie.
| 7 juin 2008 16h00 | Tchéquie       | 38 – 33   | Serbie        | Zubří Affluence : 800 Arbitrage : Dobrovits/Tajok |
| 7 juin 2008 16h00 | Sobol, Jicha 8 | (17 – 15) | Momir Ilić 16 | Zubří Affluence : 800 Arbitrage : Dobrovits/Tajok |
| 7 juin 2008 16h00 | ×2 ×3          | Rapport   | ×2 ×6         | Zubří Affluence : 800 Arbitrage : Dobrovits/Tajok |

| 14 juin 2008 20h00 | Serbie          | 29 – 24 | Tchéquie      | Niš Affluence : 4 500 Arbitrage : Bord/Buy |
| 14 juin 2008 20h00 | Ivan Nikčević 6 | (14-9)  | Pavel Horák 6 | Niš Affluence : 4 500 Arbitrage : Bord/Buy |
| 14 juin 2008 20h00 | ×3 ×4           | Rapport | ×3 ×2         | Niš Affluence : 4 500 Arbitrage : Bord/Buy |

Les deux équipes étant à égalite 62-62, la Serbie est qualifiée au bénéfice des buts marqués à l’extérieur (33 contre 24).
| 7 juin 2008 16h00 | Hongrie                  | 27 – 25   | Bosnie-Herzégovine | Gyöngyös Affluence : 2 000 Arbitrage : Poladenko/Chernega |
| 7 juin 2008 16h00 | Eklemović, G. Iváncsik 7 | (15 – 14) | Damir Doborac 6    | Gyöngyös Affluence : 2 000 Arbitrage : Poladenko/Chernega |
| 7 juin 2008 16h00 | Rapport                  |           |                    | Gyöngyös Affluence : 2 000 Arbitrage : Poladenko/Chernega |

| 14 juin 2008 20h30 | Bosnie-Herzégovine      | 24 – 27   | Hongrie     | Sarajevo Affluence : 7 500 Arbitrage : Leifsson/Palsson |
| 14 juin 2008 20h30 | V. Stojanović, Terzić 5 | (12 – 18) | László Nagy | Sarajevo Affluence : 7 500 Arbitrage : Leifsson/Palsson |
| 14 juin 2008 20h30 | ×3 ×4                   | Rapport   | ×3 ×5       | Sarajevo Affluence : 7 500 Arbitrage : Leifsson/Palsson |

La Hongrie est qualifiée 54 à 49.
| 7 juin 2008 17h00 | Biélorussie        | 26 – 26   | Russie               | Minsk Affluence : 2 500 Arbitrage : Reisinger/Kaschütz |
| 7 juin 2008 17h00 | Andreï Kourtchev 9 | (13 – 14) | Alexeï Rastvortsev 7 | Minsk Affluence : 2 500 Arbitrage : Reisinger/Kaschütz |
| 7 juin 2008 17h00 | ×3                 | Rapport   | ×3 ×6                | Minsk Affluence : 2 500 Arbitrage : Reisinger/Kaschütz |

| 14 juin 2008 17h00 | Russie            | 34 – 30   | Biélorussie     | Tchekhov Affluence : 3 000 Arbitrage : Meyer/Rätz |
| 14 juin 2008 17h00 | Alexeï Kamanine 6 | (17 – 15) | trois joueurs 5 | Tchekhov Affluence : 3 000 Arbitrage : Meyer/Rätz |
| 14 juin 2008 17h00 | ×3 ×5             | Rapport   | ×3 ×5           | Tchekhov Affluence : 3 000 Arbitrage : Meyer/Rätz |

La Russie est qualifiée 60 à 56.
| 7 juin 2008 18h00 | Espagne        | 32 – 24 | Grèce                    | Saragosse Affluence : 2 000 Arbitrage : Canbro/Claesson |
| 7 juin 2008 18h00 | Albert Rocas 5 | (16-7)  | Alvanos, Mastrogiannis 5 | Saragosse Affluence : 2 000 Arbitrage : Canbro/Claesson |
| 7 juin 2008 18h00 | ×3 ×4          | Rapport | ×3 ×6                    | Saragosse Affluence : 2 000 Arbitrage : Canbro/Claesson |

| 14 juin 2008 16h00 | Grèce       | 32 – 31   | Espagne        | Dráma Affluence : 4 000 Arbitrage : Lazaar/Reveret |
| 14 juin 2008 16h00 | Chalkidis 8 | (14 – 13) | Iker Romero 10 | Dráma Affluence : 4 000 Arbitrage : Lazaar/Reveret |
| 14 juin 2008 16h00 | ×3 ×2       | Rapport   | ×3             | Dráma Affluence : 4 000 Arbitrage : Lazaar/Reveret |

L'Espagne est qualifiée 63 à 56.
| 7 juin 2008 19h00 | Slovénie      | 33 – 33   | Slovaquie     | Celje Affluence : 3 000 Arbitrage : Olesen/Pedersen |
| 7 juin 2008 19h00 | Luka Žvižej 9 | (15 – 16) | Daniel Valo 9 | Celje Affluence : 3 000 Arbitrage : Olesen/Pedersen |
| 7 juin 2008 19h00 | ×3 ×6         | Rapport   | ×3 ×5         | Celje Affluence : 3 000 Arbitrage : Olesen/Pedersen |

| 14 juin 2008 18h00 | Slovaquie       | 30 – 29   | Slovénie       | Levice Affluence : 2 200 Arbitrage : Lemme/Ullrich |
| 14 juin 2008 18h00 | Peter Kukučka 6 | (17 – 16) | Luka Žvižej 10 | Levice Affluence : 2 200 Arbitrage : Lemme/Ullrich |
| 14 juin 2008 18h00 | ×3 ×4           | Rapport   | ×3 ×4          | Levice Affluence : 2 200 Arbitrage : Lemme/Ullrich |

La Slovaquie est qualifiée 63 à 62.
| 8 juin 2008 13h40 | Pologne          | 32 – 24   | Suisse           | Kielce Affluence : 4 000 Arbitrage : Lovric/Petkovic |
| 8 juin 2008 13h40 | Michał Jurecki 6 | (15 – 12) | Manuel Liniger 9 | Kielce Affluence : 4 000 Arbitrage : Lovric/Petkovic |
| 8 juin 2008 13h40 | ×3 ×4            | Rapport   | ×3 ×4            | Kielce Affluence : 4 000 Arbitrage : Lovric/Petkovic |

| 14 juin 2008 16h30 | Suisse        | 24 – 22 | Pologne             | Saint-Gall Affluence : 1 800 Arbitrage : Korres/Migas |
| 14 juin 2008 16h30 | Andy Schmid 6 | (11-9)  | Tomasz Tłuczyński 4 | Saint-Gall Affluence : 1 800 Arbitrage : Korres/Migas |
| 14 juin 2008 16h30 | ×3 ×5         | Rapport | ×3 ×6               | Saint-Gall Affluence : 1 800 Arbitrage : Korres/Migas |

La Pologne est qualifiée 54 à 48.
| 8 juin 2008 16h15 | Norvège        | 29 – 22   | Ukraine       | Drammen Affluence : 2 000 Arbitrage : Visekruna/Stanojevic |
| 8 juin 2008 16h15 | Løke, Strand 5 | (13 – 11) | Onufriyenko 5 | Drammen Affluence : 2 000 Arbitrage : Visekruna/Stanojevic |
| 8 juin 2008 16h15 | ×3             | Rapport   | ×3 ×6 ×1      | Drammen Affluence : 2 000 Arbitrage : Visekruna/Stanojevic |

| 14 juin 2008 17h15 | Ukraine                | 30 – 32   | Norvège         | Zaporijia Affluence : 2 000 Arbitrage : Krstic/Ljubic |
| 14 juin 2008 17h15 | Iouri Kostetsky (de) 9 | (12 – 18) | Kjetil Strand 8 | Zaporijia Affluence : 2 000 Arbitrage : Krstic/Ljubic |
| 14 juin 2008 17h15 | ×3 ×4                  | Rapport   | ×3 ×2           | Zaporijia Affluence : 2 000 Arbitrage : Krstic/Ljubic |

La Norvège est qualifiée 61 à 52.
| 14 juin 2008 11h00 | Roumanie         | 29 – 24   | Monténégro            | Oradea Affluence : 1 900 Arbitrage : Gjeding/Hansen |
| 14 juin 2008 11h00 | Valentin Ghionea | (13 – 11) | Muratović, Svitlica 6 | Oradea Affluence : 1 900 Arbitrage : Gjeding/Hansen |
| 14 juin 2008 11h00 | ×2 ×7            | Rapport   | ×3 ×6                 | Oradea Affluence : 1 900 Arbitrage : Gjeding/Hansen |

La Roumanie est qualifiée 56 à 55.
| 8 juin 2008 20h15 | Macédoine du Nord | 34 – 26   | Islande                   | Skopje Affluence : 7 000 Arbitrage : Breto Leon/Huelin Trillo |
| 8 juin 2008 20h15 | Kiril Lazarov 10  | (18 – 13) | Guðjón Valur Sigurðsson 9 | Skopje Affluence : 7 000 Arbitrage : Breto Leon/Huelin Trillo |
| 8 juin 2008 20h15 | ×2 ×7             | Rapport   | ×2                        | Skopje Affluence : 7 000 Arbitrage : Breto Leon/Huelin Trillo |

| 15 juin 2008 16h00 | Islande                   | 30 – 24   | Macédoine du Nord | Reykjavik Affluence : 2 700 Arbitrage : Baum/Goralczyk |
| 15 juin 2008 16h00 | Guðjón Valur Sigurðsson 9 | (13 – 13) | Kiril Lazarov 9   | Reykjavik Affluence : 2 700 Arbitrage : Baum/Goralczyk |
| 15 juin 2008 16h00 | Rapport                   |           |                   | Reykjavik Affluence : 2 700 Arbitrage : Baum/Goralczyk |

La Macédoine est qualifiée 58 à 56.

## Afrique
La compétition continentale a eu lieu du 8 au 17 janvier 2008 en Angola. Les trois premières équipes de la compétition obtiennent leur qualification pour le championnat du monde. 
Les trois équipes qualifiées sont :
- Égypte, champion d'Afrique
- Tunisie, médaille d'argent
- Algérie, médaille de bronze.

## Asie
La compétition continentale a eu lieu du 17 au 26 février 2008 à Ispahan en Iran. Les trois premières équipes de la compétition obtiennent leur qualification pour le championnat du monde. 
Les trois équipes qualifiées sont :
- Corée du Sud, champion d'Asie
- Koweït, médaille d'argent
- Arabie saoudite, médaille de bronze.

## Amériques
La compétition continentale a eu lieu du 24 au 28 juin 2008 à São Carlos au Brésil. Les trois premières équipes de la compétition obtiennent leur qualification pour le championnat du monde. 
Les trois équipes qualifiées sont :
- Brésil, champion d'Amériques
- Argentine, médaille d'argent
- Cuba, médaille de bronze.

## Océanie
La compétition continentale a eu lieu du 7 au 10 avril 2008 à Wellington en Nouvelle-Zélande. Seule la première équipe de la compétition obtient sa qualification pour le championnat du monde. 
La Nouvelle-Calédonie a remporté la compétition, mais sa fédération n'étant pas reconnue par la Fédération internationale de handball (IHF) (elle dépend de la Fédération française de handball), c'est l' Australie, deuxième, qui s'est vu décerner le billet qualificatif.